# St. George Football Club
Il St. George Football Club, conosciuto anche come St. George Saints, è una società di calcio australiana, con sede a Sydney.
Milita in NPL NSW, la terza serie calcistica australiana.

## Storia
Il club con il nome Budapest venne fondato nel 1957 da esuli magiari, sfuggiti alla repressione sovietica a seguito della rivoluzione ungherese del 1956.
Dopo il trasferimento della società nel distretto di St. George, nel 1965 la squadra assunse il nome di St. George Budapest. Fu allenata nel 1968 da Gyula Polgár. La squadra si impose ben presto tra le più forti del Nuovo Galles del Sud e dell'intero panorama australiano, grazie anche all'allenatore Frank Arok, in carica dal 1969.
Nel 1971 il St. George viene invitato a partecipare ad un torneo in Giappone, a cui parteciparono oltre agli australiani la nazionale nipponica, la squadra B della stessa ed i danesi del Frem. Il St. George vinse il torneo, organizzato con un girone all'italiana, divenendo la prima squadra australiana a vincere, seppur in campo amichevole, una competizione internazionale.
In vista del mondiale 1974, ben cinque Saints vennero convocati per vestire la maglia della nazionale australiana: Doug Utjesenović, Manfred Schäfer, Johnny Warren, Attila Abonyi e Harry Williams.
Nel 1977 il club fu tra i principali promotori della National Soccer League, primo campionato nazionale australiano. Dopo alcune stagioni difficili, a partire dagli anni 1980 la squadra divenne sempre più competitiva, giungendo alla vittoria della National Soccer League 1983, torneo nel quale si distinsero, oltre all'allenatore Arok, Robert Slater ed i fratelli O'Shea, John, Mike e Rob.
Dal 1991 il St. George lascia la NSL, tornando a disputare i campionati statali del Nuovo Galles del Sud.

## Palmarès

### Competizioni nazionali
- NSL: 1

1983